# Luise Sophie von Hanau
Gräfin Luise Sophie von Hanau-Lichtenberg (* 11. April 1662 in Bischofsheim am Hohen Steg; † 9. April 1751 in Ottweiler) war eine Tochter des Grafen Johann Reinhard II. (* 1628; † 1666) und der Pfalzgräfin Anna Magdalena von Pfalz-Bischweiler (* 1640; † 1693).
Sie heiratete am 27. September 1697 den Grafen Friedrich Ludwig von Nassau-Ottweiler (* 13. November 1651; † 25. Mai 1728). Es war dessen zweite Ehe. Die Ehe von Luise Sophie und Friedrich Ludwig blieb kinderlos, weil ihr gemeinsamer Sohn 1698 tot geboren wurde. Mit dem Tod Friedrich Ludwigs endete daher die Linie Nassau-Ottweiler, ihr Besitz konnte aus erbrechtlichen Gründen nicht an eine seiner acht Töchter aus der vorhergehenden Ehe fallen, und ging stattdessen an die Linie Nassau-Usingen über. Ihren Witwensitz nahm die Witwe dennoch in Ottweiler, wo auch Luise, ihre Schwägerin, lebte. Ottweiler, seit 1640 Sitz der Grafen von Nassau-Ottweiler, einer Zweiglinie des Hauses Nassau, wurde damit 1728 zur bloßen Herrschaft Ottweiler.

## Vorfahren
| Ahnentafel der Gräfin Luise Sophie von Hanau-Lichtenberg | Ahnentafel der Gräfin Luise Sophie von Hanau-Lichtenberg                                                                                 | Ahnentafel der Gräfin Luise Sophie von Hanau-Lichtenberg                                                                                 | Ahnentafel der Gräfin Luise Sophie von Hanau-Lichtenberg                                                                                    | Ahnentafel der Gräfin Luise Sophie von Hanau-Lichtenberg                                                                                    | Ahnentafel der Gräfin Luise Sophie von Hanau-Lichtenberg | Ahnentafel der Gräfin Luise Sophie von Hanau-Lichtenberg |
| -------------------------------------------------------- | --- | --- | --- | --- | -------------------------------------------------------- | -------------------------------------------------------- |
| Urgroßeltern                                             | Graf Johann Reinhard I. von Hanau-Lichtenberg (* 1569; † 1625) ⚭ Gräfin Marie Elisabeth von Hohenlohe-Neuenstein (* 1576; † 1605)        | Graf Ludwig Eberhard von Öttingen-Öttingen (* 1577; † 1634) ⚭ Gräfin Margarethe von Erbach (* 1576; † 1636)                              | Pfalzgraf Karl I. von Pfalz-Birkenfeld (* 1560; † 1600) ⚭ Prinzessin Dorothea von Braunschweig-Lüneburg (* 1570; † 1649)                    | Pfalzgraf Johann II. von Pfalz-Zweibrücken (* 1584; † 1635) ⚭ Gräfin Katharina von Rohan (* 1578; † 1607)                                   |                                                          |                                                          |
| Großeltern                                               | Graf Philipp Wolfgang von Hanau-Lichtenberg (* 1595; † 1641) ⚭ Gräfin Johanna von Öttingen-Öttingen (* 1602; † 1639)                     | Graf Philipp Wolfgang von Hanau-Lichtenberg (* 1595; † 1641) ⚭ Gräfin Johanna von Öttingen-Öttingen (* 1602; † 1639)                     | Pfalzgraf Christian I. von Birkenfeld-Bischweiler (* 1598; † 1654) ⚭ Pfalzgräfin Magdalena Katharina von Pfalz-Zweibrücken (* 1607; † 1648) | Pfalzgraf Christian I. von Birkenfeld-Bischweiler (* 1598; † 1654) ⚭ Pfalzgräfin Magdalena Katharina von Pfalz-Zweibrücken (* 1607; † 1648) |                                                          |                                                          |
| Eltern                                                   | Graf Johann Reinhard II. von Hanau-Lichtenberg (* 1628; † 1666) ⚭ Pfalzgräfin Anna Magdalena von Birkenfeld-Bischweiler (* 1640; † 1693) | Graf Johann Reinhard II. von Hanau-Lichtenberg (* 1628; † 1666) ⚭ Pfalzgräfin Anna Magdalena von Birkenfeld-Bischweiler (* 1640; † 1693) | Graf Johann Reinhard II. von Hanau-Lichtenberg (* 1628; † 1666) ⚭ Pfalzgräfin Anna Magdalena von Birkenfeld-Bischweiler (* 1640; † 1693)    | Graf Johann Reinhard II. von Hanau-Lichtenberg (* 1628; † 1666) ⚭ Pfalzgräfin Anna Magdalena von Birkenfeld-Bischweiler (* 1640; † 1693)    |                                                          |                                                          |
| Luise Sophie                                             | | | | |                                                          |                                                          |